# Bonneuil-les-Eaux
 Bonneuil-les-Eaux  là một xã thuộc tỉnh Oise trong vùng Hauts-de-France phía bắc Pháp. Xã này nằm ở khu vực có độ cao trung bình 110 mét trên mực nước biển.